# Klaas Visser
Klaas Visser (Schiermonnikoog, 31 december 1891 - Leeuwarden, 12 juni 1959) was een Nederlandse gezagvoerder van de Willem Barendsz en ereburger van Schiermonnikoog.

## Leven en werk
Visser werd op oudejaarsdag 1891 te Schiermonnikoog geboren als zoon van Germen Visser en Tietje Onnes. Visser was gezagvoerder en werkte bij de Stoomvaart Maatschappij Oostzee. Na de Tweede Wereldoorlog trad hij als gezagvoerder in dienst bij de Nederlandse Maatschappij voor de Walvisvaart. Hij leidde tussen 1946 en 1950 viermaal een expeditie van de Willem Barendsz naar het zuidpoolgebied. Voor de werkzaamheden op de Willem Barendsz schakelde hij veel bewoners van zijn geboortedorp Schiermonnikoog in. Visser nam in 1950 twee kaken van een blauwe vinvis mee naar Schiermonnikoog. Sinds 1951 staan deze kaken als een boog bij de Willemshof in Schiermonnikoog.
Visser werd voor zijn verdiensten voor de bevolking van Schiermonnikoog benoemd tot ereburger van de gemeente. Voor zijn inspanningen voor de walvisvaart werd hij in 1948 beloond met de gouden De Ruyter-medaille.
Visser trouwde in 1917 op Schiermonnikoog met Carolina Janna Hedlund. Hij overleed in juni 1959 op 67-jarige leeftijd in het Sint Bonifatiushospitaal in Leeuwarden. Hij werd op Schiermonnikoog begraven.